# Tom Gernaey
Tom Gernaey (Gent, 27 mei 1978) is een Vlaams voormalig presentator van Studio Brussel en Ketnet.
Hij studeerde aan de Universiteit Gent, waar hij de diploma's germanistiek en journalistiek behaalde. Nadien had hij een carrière als presentator bij Studio Brussel. Vanaf 1 april 2006 ging hij bij Ketnet werken. Gernaey presenteerde van 3 april tot 16 mei 2006 het live-praatprogramma Shoot met Heidi Lenaerts. Op 17 mei 2006 werd publiek dat hij door justitie verdacht werd van het downloaden van kinderporno, waarna de VRT hem eerst schorste en een week later ontsloeg. Gernaey bekende tijdens zijn verhoor aan de politie en aan de onderzoeksrechter dat hij al sinds 1997 kinderporno van het internet haalt. Hij zou geen beelden geruild hebben met anderen.  Uit nader onderzoek bleek bovendien dat hij geen eenmalige downloader was maar dat hij geregeld betaalde voor kinderporno op het internet.
Nu werkt hij voor het bedrijf dat zijn ouders hebben opgericht en is eigenaar van een verkoopbedrijf voor laboratoriumapparatuur in Afrika.
Gernaey stond bekend als een homoseksueel die via verenigingen als de Holebifabriek maatschappelijke aanvaarding van holebi's nastreefde. Zo werkte hij in Gent mee aan Uit de Kast, een "radioprogramma voor en door holebi's" van de Holebifabriek, en was hij dj op Wel Rock Niet Hetero, een "holebirockparty".
Huidig (anno 2025):
Lee Arrendell · Thomas De Smet · Nona 't Jolle · Nidal van Rijn · Emma Vanthielen
Voormalig (1997–2024):
Jelle Cleymans (2002–2007) · Staf Coppens (1999–2004) · Karolien Debecker (2006–2009) · Veerle Deblauwe (2003–2006) · Sam De Bruyn (2009) · Niels Destadsbader (2009–2014) · Ianka Fleerackers (1998–2001) · Tom Gernaey (2006) · Sander Gillis (2012–2023) · An Jordens (1998–2005) · Melvin Klooster (2006–2012) · Heidi Lenaerts (2006–2007) · Friedl' Lesage (1997–1998) · Charlotte Leysen (2011–2019) · Véronique Leysen (2009–2013) · Kristien Maes (2007–2012) · Gloria Monserez (2020-2024) · Sarah Mouhamou (2014-2025) · Leonard Muylle (2012–2018) · Sven Ornelis (1997–1999) · Peter Pype (2004–2012) · Ben Roelants (2009) · Mark Tijsmans (1997–2002) · Héritier Tipo (2022–2024) · Thomas Van Achteren (2015–2022) · Katrien Van Deuren (1998–1999) · Peter Van de Veire (1997–2002) · Steven Van Herreweghe (1997–2002) · Kobe Van Herwegen (2006–2011) · Ilse Van Hoecke (1998–2004) · Gitte Van Hoyweghen (1997–2001) · Britt Van Marsenille (2004–2008) · Sofie Van Moll (2001–2007) · Erika Van Tielen (2003–2006) · Henk Vermeulen (1998–2004) · Aron Wade (1998–2003) · Sien Wynants (2012–2022)